# Gare de Schynige Platte
Schynige Platte est une gare ferroviaire suisse, terminus du chemin de fer à crémaillère Schynige Platte-Bahn à une altitude de 1 967 mètres, dans l'oberland bernois.

## Situation ferroviaire
Établie à 1 967 mètres d'altitude, la gare terminus de Schynige Platte est située au point kilométrique (PK) 7,26 du chemin de fer à crémaillère Schynige Platte-Bahn, après la gare de Breitlauenen.

## Histoire
Cette gare est, depuis 1893, le terminus du Schynige Platte-Bahn (SPB).

### Desserte

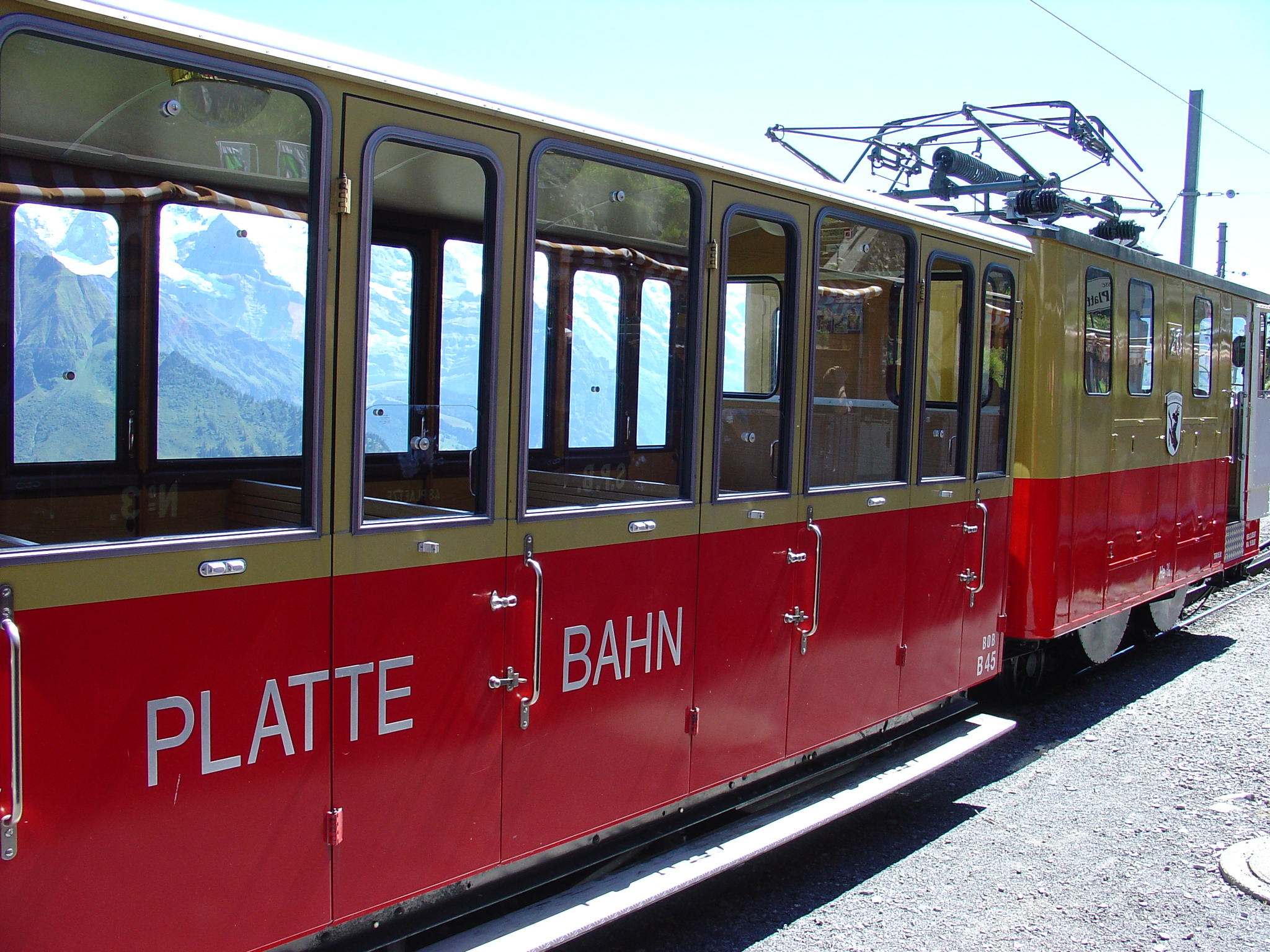
Un train des SPB à la gare de la Schynige Platte

## Service des voyageurs

### Intermodalité
Depuis la gare on peut admirer le panorama offert par les trois sommets de l'Eiger, du Mönch et de la Jungfrau ainsi que des lacs de Thoune et de Brienz. La Schynige Platte est le point de départ ou d'arrivée de chemins de randonnée alpestres comme celui menant à Faulhorn-First-(Grindelwald). On trouve également à proximité de la gare un jardin botanique présentant plus de 500 espèces de plantes alpestres.